# Monte Mucrone
El Monte Mucrone (2335 m) es una cima de los Alpes italianos. Es una de las montañas más altas de los Alpes Bielleses.

## Geografía

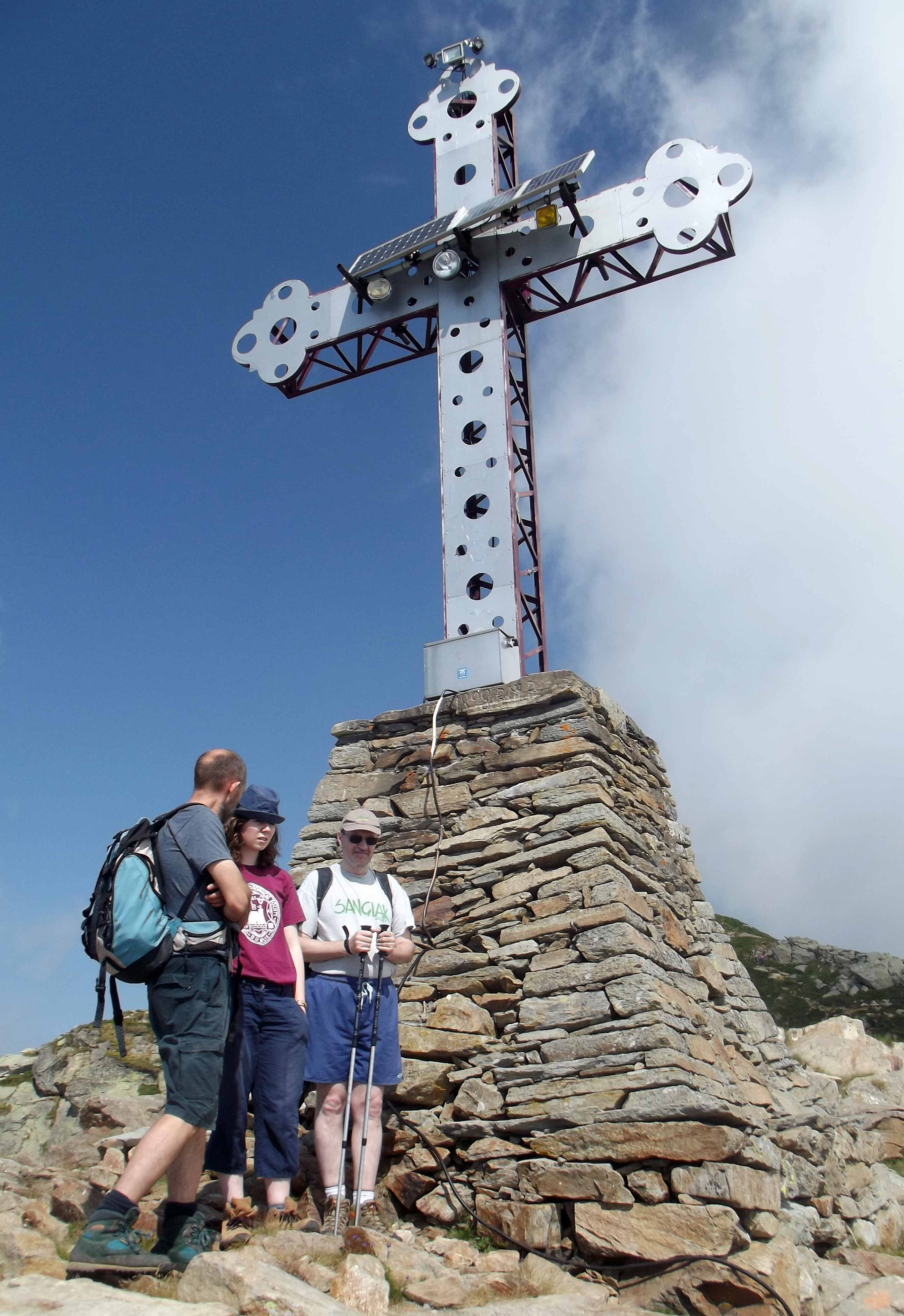
La cruz del Mucrone.

La montaña se encuentra a lo largo de la divisoria de aguas entre el Valle del Cervo y el Valle de Oropa, cerca de la ciudad de Biella.
Según la clasificación SOIUSA, el Mucrone pertenece:
- Gran parte: Alpes occidentales
- Gran sector: Alpes del noroeste
- Sección: Alpes Peninos
- Subsección: Alpes Bielleses y Cusianos
- Supergrupo: Alpes Bielleses
- Grupo: Cadena Tre Vescovi - Mars
- Subgrupo: -
- Código:I/B-9.IV-A.1

## Protección de la naturaleza
Desde 2005 la parte occidental del Mucrone está protegida como Reserva regional especial (nombre: riserva speciale del Sacro Monte di Oropa).